# C5-ös busz (Zalaegerszeg)
A zalaegerszegi C5-ös jelzésű autóbusz az Autóbusz-állomás és az Inkubátorház (Pernix Pharma) között közlekedik. A vonalat a Volánbusz üzemelteti.

## Útvonala
| Inkubátorház (Pernix Pharma) felé | Autóbusz-állomás felé |
| --- | --- |
| Autóbusz-állomás vá. – Stadion utca – Berzsenyi Dániel utca – Kovács Károly tér – Batthyány Lajos utca – Kaszaházi út – Ságodi út – Gébárti út – Ságodi út – Fuvar utca – Kamilla utca – Inkubátorház (Pernix Pharma) vá. | Inkubátorház (Pernix Pharma) vá. – Kamilla utca – Fuvar utca – Ságodi út – Gébárti út – Ságodi út – Kaszaházi út – Batthyány Lajos utca – Balatoni út – Autóbusz-állomás vá. |

## Megállóhelyei
| 0  | Autóbusz-állomás végállomás             | 11 | 1A, 2, 2A, 2Y, 5, 5C, 5Y, 9E, 10E, 24, 26, 30, 30A, 30C, 41                     |
| 3  | Kovács Károly tér                       | ∫  | 1, 1E, 1U, 1Y, 3, 3C, 3Y, 5, 5C, 5U, 5Y, 8, 9, 9U, 10, 10C, 10Y, 26, 30, 41, C2 |
| 8  | Ságod, tsz-major                        | 3  | 5, 5C, 5U, 5Y                                                                   |
| 11 | Inkubátorház (Pernix Pharma) végállomás | 0  | 5Y                                                                              |